# Pyynikki Nyári Színház
A Pyynikki Nyári Színház (finnül: Pyynikin kesäteatteri) egy nem túl hétköznapi színházi helyszín Finnországban, Tampere városában. A színház elsősorban forgó nézőteréről nevezetes, másodsorban pedig arról, hogy ez az egyik legnagyobb és a legrégebb óta folyamatosan működő nyári színház Finnországban. 

## Története
1948-ban alapították a színházat Tamperei Nyári Színház (finnül: Tampereen kesäteatteri) néven a Pyhäjärvi tó partján, ahol máig működik. Az 1950-es évek második felében kezdett felkapott lenni, ekkor kapta meg mai nevét és ekkor tervezték meg legnagyobb nevezetességét, a forgó nézőteret. 
Az igazi áttörést Az ismeretlen katona (finnül: Tuntematon sotilas) című előadás jelentette a színház történelmében. A Väinö Linna regényéből készült darab mindmáig az egyik legpopulárisabbnak számító előadásnak számít Finnország színházainak történelmében. Misem bizonyítja ezt jobban, hogy 9 éven keresztül szerepelt a Nyári Színház repertoárjában. Ezalatt az idő alatt 372 alkalommal játszották az előadást. 

## A nézőtér
Az eredetileg 800 férőhelyes nézőtér tervei Reijo Ojanen nevéhez kapcsolódnak és 1959-ben készült el. 
A színház működése sokban hozzájárult Tampere kulturális életéhez. Támogatásával jött létre 1969-ben a Tamperei Nyári Fesztivál, amely nemzetközi fellépőket és vendégeket is a városba csábított ezzel felhelyezve Tampere városát a kulturális térképre. 
A nézőteret az 1990-es évek közepén teljesen felújították és 836 főre bővítették befogadó képességét. 2005-ben tetőt építettek felé, aminek köszönhetően a szezont tavaszra és őszre is kitolhatták.